# رومان بارديه
رومان بارديه (بالفرنسية: Romain Bardet)‏ ولد بتاريخ 9 نوفمبر 1990 في فرنسا، هو دراج فرنسي في صنف سباق الدراجات على الطريق.

## سجل النتائج

### المراكز
- حقق المركز الـ 5 في طواف تركيا 2012
- حقق المركز الـ 5 في طواف بكين 2013
- حقق المركز الـ 4 في فولتا كاتالونيا 2014
- حقق المركز الـ 5 في كريثيديا دو دوفين 2014
- حقق المركز الـ 6 في سباق طواف فرنسا 2014
- حقق المركز الـ 5 في طواف أندلوسيا 2015
- حقق المركز الـ 6 في كريثيديا دو دوفين 2015
- حقق المركز الـ 9 في جيرو ديل ترينتينو 2015
- حقق المركز الـ 9 في طواف روماندي 2015
- حقق المركز الـ 9 في سباق طواف فرنسا 2015

### سباقات أو مراحل فاز بها
| التاريخ        | السباق                       | المركز                                                                   |
| -------------- | ---------------------------- | ------------------------------------------------------------------------ |
| 14 أغسطس 2010  | طواف أين 2010                | التاسع في تصنيف أفضل شاب                                                 |
| 12 سبتمبر 2010 | تور دي أفينير 2010           | السادس في التصنيف العام                                                  |
| 19 يونيو 2011  | 2011 Tour des Pays de Savoie |                                                                          |
| 13 أغسطس 2011  | طواف أين 2011                | الثاني في تصنيف أفضل شاب، الثامن في تصنيف النقاط                         |
| 11 سبتمبر 2011 | تور دي أفينير 2011           | الأول في تصنيف النقاط، الرابع في تصنيف الجبال                            |
| 11 أغسطس 2012  | طواف أين 2012                | العاشر في تصنيف الجبال، الخامس في تصنيف أفضل شاب، الثامن في تصنيف النقاط |
| 13 أكتوبر 2012 | طواف بكين 2012               | التاسع في تصنيف أفضل شاب                                                 |
| 24 فبراير 2013 | كلاسيك سود أرديتشي 2013      |                                                                          |
| 10 مارس 2013   | باريس-نيس 2013               | الخامس في تصنيف أفضل شاب                                                 |
| 17 مارس 2013   | ميلان-سان ريمو 2013          | المرتبة 17 في التصنيف العام                                              |
| 21 يوليو 2013  | سباق طواف فرنسا 2013         | المرتبة 15 في التصنيف العام، الرابع في تصنيف أفضل شاب                    |
| 13 أغسطس 2013  | طواف أين 2013                | الأول في التصنيف العام، الأول في تصنيف النقاط، الثامن في تصنيف الجبال    |
| 15 أكتوبر 2013 | طواف بكين 2013               | الأول في تصنيف أفضل شاب، الخامس في التصنيف العام                         |
| 23 فبراير 2014 | طواف عمان 2014               |                                                                          |
| 02 مارس 2014   | لادهوم الكلاسيكي 2014        |                                                                          |
| 15 فبراير 2015 | طواف ألميريا 2015            | الأول في تصنيف الجبال                                                    |
| 24 فبراير 2018 | كلاسيك سود أرديتشي 2018      | الأول في التصنيف العام                                                   |
| 28 يوليو 2019  | سباق طواف فرنسا 2019         | الأول في تصنيف الجبال، المرتبة 15 في التصنيف العام                       |
| 07 أغسطس 2021  | طواف برغش 2021               | الأول في تصنيف الجبال، الثاني في تصنيف النقاط، السادس في التصنيف العام   |
| 22 أبريل 2022  | جيرو ديل ترينتينو 2022       | الأول في التصنيف العام                                                   |

## روابط خارجية
- رومان بارديه على موقع الاتحاد الدولي للدراجات (الإنجليزية)
- رومان بارديه على موقع أرشيف الدراجات (الإنجليزية)
- رومان بارديه على موقع إحصائيات الدراجات الإحترافية (الإنجليزية)
- رومان بارديه على موقع نسبة الدراجات (الإنجليزية)
- رومان بارديه على موقع CycleBase (الإنجليزية)
- رومان بارديه على موقع اللجنة الأولمبية الدولية (الإنجليزية)
- رومان بارديه على موقع أوليمبيديا (الإنجليزية)
- رومان بارديه على موقع اللجنة الأولمبية الفرنسية (مؤرشف) (الفرنسية)
- رومان بارديه على موقع الاتحاد الدولي للدراجات (الإنجليزية)
- رومان بارديه على موقع أرشيف الدراجات (الإنجليزية)
- رومان بارديه على موقع إحصائيات الدراجات الإحترافية (الإنجليزية)
- رومان بارديه على موقع نسبة الدراجات (الإنجليزية)
- رومان بارديه على موقع CycleBase (الإنجليزية)
- رومان بارديه على موقع اللجنة الأولمبية الدولية (الإنجليزية)
- رومان بارديه على موقع أوليمبيديا (الإنجليزية)
- رومان بارديه على موقع اللجنة الأولمبية الفرنسية (مؤرشف) (الفرنسية)